# Ivtchenko AI-20
L'Ivchenko AI-20 est un turbopropulseur soviétique développé par le bureau d'études Ivtchenko dans les années 1950. Il a été construit en grand nombre, servant de groupe propulseur pour les avions de transport Antonov An-12 et l'avion de ligne civil Iliouchine Il-18. « AI » vient de « Aleksandr Ivchenko », le concepteur du moteur.

## Conception et développement
L'AI-20 fut le premier turbomoteur développé par le bureau d'études dirigé par Alexandre Ivtchenko, basé à Zaporijia, Ukraine, qui était au départ uniquement consacré aux moteurs à pistons en étoile, comme les Ivtchenko AI-14 (en) et AI-26 (en). Il fut conçu comme moteur potentiellement prévu pour équiper les nouveaux gros porteurs Iliouchine Il-18 et Antonov An-10, qui devaient emporter chacun quatre de ces moteurs. Il était en compétition avec le Kouznetsov NK-4, et les deux moteurs furent testés sur une pré-production de 20 exemplaires de l'IL-18. L'AI-20 d'Ivtchenko fut finalement choisi pour équiper l'appareil de série, probablement en raison d'un crash causé par une panne d'un NK-4 en vol, mais également parce-qu'il était souhaité, par les Ukrainiens, que le moteur équipant leur avion, l'An-10, soit également produit en Ukraine.
L'Il-18B était propulsé par quatre AI-20A série 1, chacun produisant une puissance au décollage de 4 000 ch (2 985 kW) et une puissance continue de 2 800 ch (2 090 kW) en vol à l'altitude de croisière. Les premiers exemplaires de production de l'Il-18A avaient été initialement équipés de NK-4, mais virent leurs moteurs rapidement remplacés par des AI-20. Les Il-18B produits plus tard furent équipés d'AI-20A série 2, de puissance égale mais bénéficiant d'améliorations sur le plan technique, et les machines plus anciennes furent ensuite rééquipées avec ces nouveaux moteurs de la série 2. Les AI-20 entraînaient des hélices quadripales à pas variable et réversibles d'un diamètre de 4,50 m, qui intégraient des cônes proéminents et des actionneurs de réglage de pas hydrauliques. Les moteurs étaient installés au-dessus des ailes et étaient équipés d'extincteurs intégrés. Ils étaient mis en route par des démarreurs électriques, qui étaient alimentés par un groupe de parc (un véhicule de piste).
L'AI-20 est un turbopropulseur monocorps avec un compresseur axial à 10 étages et une turbine à 3 étages, conçu pour fonctionner à vitesse constante. Un des gros problèmes avec les premiers moteurs de fabrication en série était leur fiabilité médiocre, avec des intervalles entre révisions de seulement 600 à 750 heures. Le problème fut finalement réglé avec la version AI-20K, avec un intervalle entre révisions porté à 2 000 heures, un chiffre peu impressionnant de nos jours, mais un grand pas à cette période. Un autre problème, qui – lui – ne fut jamais résolu, était le bruit produit par ces machines, qui était important et à la limite du supportable pour les passagers de l'avion. Ce sera finalement l'avion qui sera modifié à ne nombreuses reprises pour tenter de résoudre ce problème (voir article sur l'Il-18). Comme précisé plus tôt, la fiabilité des moteurs n'était pas des meilleures à leurs débuts, avec des intervalles entre révisions notés à 600 ~ 750 heures en 1964, mais plus tard portés à 8 000 heures, au fil des évolutions, avec une durée de vie de 22 000 heures pour les AI-20D série 5M'.
La production en série fut effectuée à Zaporozhye, en Ukraine, et à Perm, en Union soviétique, en 1958, et le moteur fut aussi produit sous licence en Chine sous la désignation de WJ-6. Environ 14 000 exemplaires de l'AI-20 ont été produits.

## Versions
- AI-20A série 1 : Version de production initiale pour la première version de l'Il-18, produisant 4 000 ch (2 985 kW). L'intervalle entre révisions était désastreux, avec seulement 200 à 400 heures de fonctionnement entre deux maintenances majeures ;
- AI-20A série 2 : Version améliorée, avec les mêmes niveaux de puissance mais des évolutions technologiques. Les appareils équipés avec la série 1 reçurent ce moteur par la suite. L'intervalle entre révisions était toujours mauvais, mais avec toutefois une amélioration dans les chiffres, avec 600 à 750 heures de fonctionnement entre deux interventions majeures ;
- AI-20K : Cette version nettement améliorée résolut clairement les problèmes de fiabilité et de maintenance, avec des intervalles portés à 2 000 heures. Elle devint la version de production standard ;
- AI-20M : Cette version fut une avancée majeure par-rapport à l'ancienne, sous tous les aspects. L'AI-20M vit sa puissance au décollage passer de 4 000 ch à 4 250 ch (3 169 kW), améliorant au passage les performances au décollage sous conditions climatiques chaudes et en altitude, et augmentant également la masse au décollage de l'avion. La puissance continue en vol fut également augmentée, avec 2 700 ch, ce qui améliora les performances en croisière de l'appareil. De plus, l'AI-20M avait une fiabilité remarquable, était plus léger, et était surtout moins gourmand en carburant[1] ;
- AI-20D : Cette version reçut une amélioration significative de sa puissance, ainsi qu'une baisse de ses consommations en carburant. L'AI-20D est aussi parfois désignée comme AI-20D série 4. La puissance sur l'arbre bondit vers un impressionnant 5 180 ch ;
- AI-20D série 5 : Cette version est directement dérivée de la précédente (série 4). La plupart des chiffres de performances restent les mêmes, avec une focalisation sur l'amélioration de la fiabilité et la durée de vie du moteur. Les intervalles de maintenance et la durée de vie du moteur sont respectivement portés à 6 000 et 20 000 heures ;
- AI-20D série 5M ou AI-20DM : Il s'agit de la dernière version développée de ce moteur. Le DM est essentiellement identique à l'AI-20D série 5, la seule différence concernant les niveaux de puissance produits. Le moteur est dégonflé à 4 750 ch (au décollage), ce qui lui permet d'augmenter les intervalles de maintenance et sa durée de vie. L'intervalle entre maintenances est porté à 8 000 heures et sa durée de vie est de 22 000 heures[9].

## Applications

### AI-20
- Antonov An-8
- Antonov An-10
- Antonov An-12
- Antonov An-32
- Beriev Be-12
- Iliouchine Il-18
- Iliouchine Il-38

### WJ-6
- Shaanxi Y-8
- Shaanxi Y-9
- Beriev Be-6